# Emishi

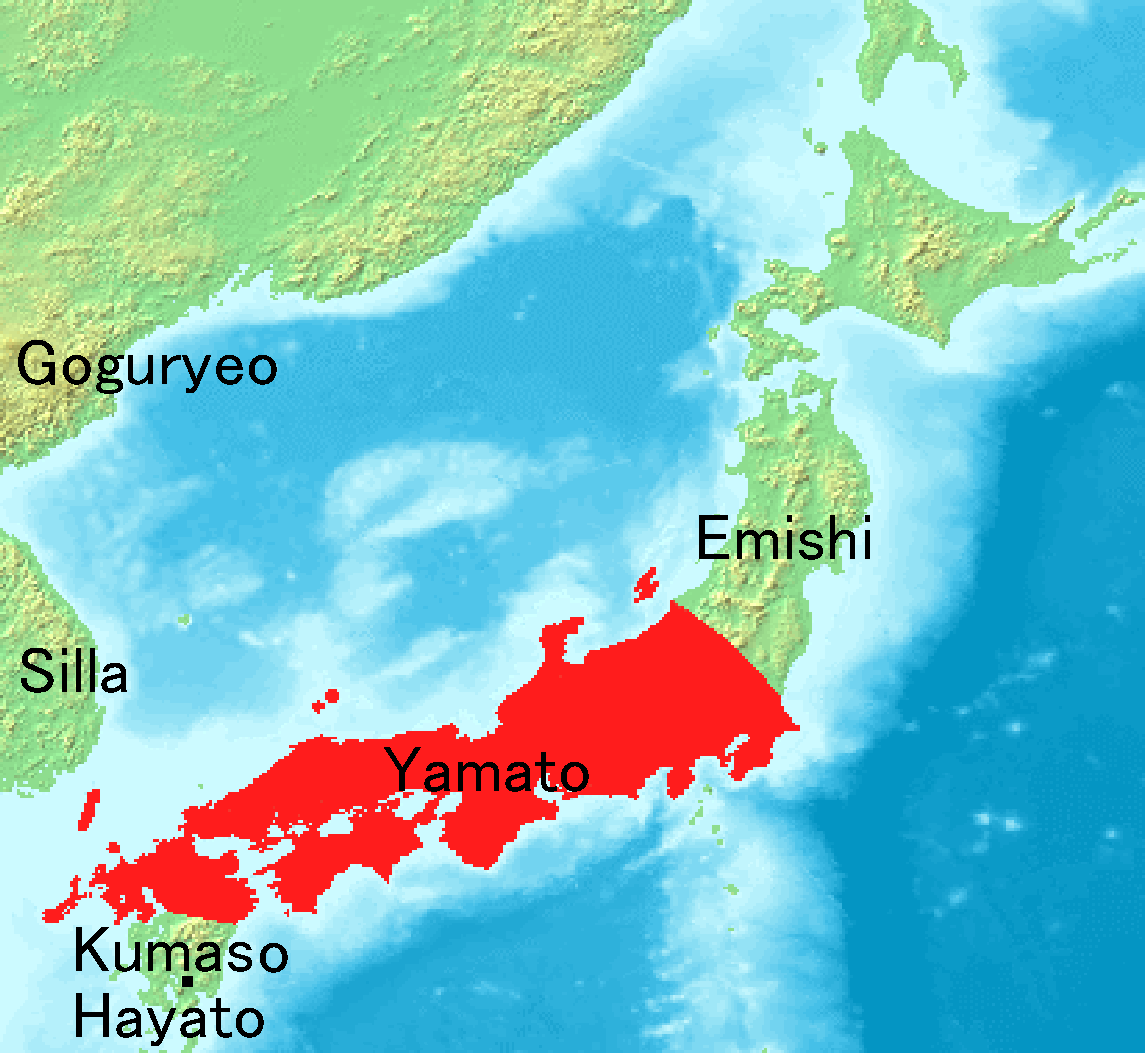
Fronteira entre os Emishi e os Yamato no século XVII

Os Emishi ou Ebisu (蝦夷) foram um grupo étnico tribal do Japão, que viveu no nordeste da ilha de Honshu na região de Tohoku. Sua primeira menção na literatura data do ano 400, em que são chamados de "povo peludo" em registros chineses. Algumas tribos Emishi resistiram a autoridade dos imperadores japoneses durante o final do período Nara e o início do período Heian (séculos VII a X).
A origem dos Emishi atualmente é contestada. Frequentemente acredita-se que descendam do povo Jōmon. Alguns historiadores defendem que os ainus e os Emishi são relacionados, mas outros discordam dessa teoria.

## História
Os Emishi eram formados por diferentes tribos; algumas tornaram-se aliadas dos japoneses (fushu, ifu), enquanto outras permaneceram hostis à integração (iteki). Os Emishi do nordeste de Honshū dependiam de seus cavalos para a guerra; eles desenvolveram um estilo único de combate, no qual a cavalaria, armada com arco e flechas, usava táticas de guerrilha. Esse estilo se provou eficaz contra o exército imperial japonês, que era mais lento por ser constituído principalmente de infantaria pesada.
Seu estilo de vida baseava-se em caça, coleta e no cultivo de grãos, como o painço e a cevada. Também acredita-se que cultivavam arroz em áreas onde o cultivo deste grão era propício.
No século VIII, as tentativas de subjugar os principais grupos dos Emishi foram em grande parte infrutíferas. Os exércitos imperiais, modelados tendo como parâmetro os exércitos da China continental, não foram páreo para os táticas de guerrilha dos Emishi.
O desenvolvimento da arquearia a cavalo e a adoção de táticas Emishi pelos antigos japoneses foi o que levou à derrota dos Emishi. O sucesso das mudanças graduais nas táticas de batalha ocorreu no final do século VIII sob o comando do general Sakanoue no Tamuramaro. Eles ora se submetiam à autoridade imperial como fushu e ifu ou migravam cada vez mais para o norte, alguns para Hokkaido. Na metade do século IX, a maior parte das terras em Honshu havia sido conquistada e os Emishi deixaram de ser independentes. Porém, continuaram a ser influentes em políticas locais mesmo sendo subjugados. Clãs Emishi criaram domínios feudais semi-autônomos no norte. Nos dois séculos após a conquista, alguns desses domínios se tornaram estados regionais que entraram em conflito com o governo central.

No Nihon Shoki, os Emishi são descritos da seguinte maneira: 
Entre esses selvagens orientais os Yemishi são os mais poderosos, seus homens e mulheres vivem juntos promiscuamente, não há distinção de pai e filho. No inverno eles moram em buracos, no verão eles vivem em ninhos. Suas roupas consistem em peles e bebem sangue. Irmãos suspeitam uns dos outros. Subindo as montanhas, eles são como pássaros voando; Ao atravessar a grama eles são como rápidos quadrúpedes. Quando recebem um favor, esquecem, mas se são feridos, nunca deixam de se vingar. Portanto, eles mantêm flechas em seus coques e carregam espadas ocultas em suas roupas. Às vezes eles juntam seus companheiros e fazem incursões na fronteira. Outras vezes aproveitam a oportunidade da colheita para saquear o povo. Se atacados, eles se escondem na relva; se perseguidos, eles fogem para as montanhas. Portanto, desde a antiguidade eles não foram imbuídos nas influências civilizadoras reais. 
Tal descrição está provavelmente carregada de preconceito, pois a corte Yamato se via como uma influência civilizadora que deveria pacificar os bárbaros.

### Etimologia
O registro do Imperador Jimmu no Nihon Shoki menciona os "Emishi" (愛瀰詩) com ateji—cujas forças armadas ele havia derrotado antes de ser empossado como imperador do Japão. De acordo com o Nihon Shoki, Takenouchi no Sukune, na era do Imperador Keikō, propôs que o Japão deveria subjugar os Emishi (蝦夷) de Hitakami no Kuni (日高見国) no leste do Japão. A primeira menção dos Emishi em fontes fora do Japão vem do Livro de Song, de 478, que se referia a eles como "povo peludo" (毛人). O livro menciona os "55 reinos (国) do povo peludo (毛人) do leste" como um relato do rei Bu—um dos Cinco Reis de Wa.
Os japoneses provavelmente usaram este kanji para descrever esse povo por volta do século VII, mas mudaram a leitura de kebito ou mōjin para emishi. Durante o mesmo século, os kanji foram mudados para 蝦夷, que é composto pelos kanji de "camarão" e "bárbaro". Acredita-se que se refere aos longos bigodes do camarão. O aspecto bárbaro claramente descrevia um forasteiro que vivia além das fronteiras do império do Japão, que se via como uma influência civilizadora; assim, o império poderia justificar sua conquista. Esses kanji foram vistos pela primeira vez em fontes dos T'ang, que descreviam o encontro com os dois Emishi que um emissário japonês levou consigo para a China. Os kanji aparentemente foram adotados da China, mas as leituras "ebisu" e "emishi" são de origem japonesa e provavelmente vieram do japonês "yumishi", que significa arqueiro, ou de "emushi", que significa espada na língua ainu.
Outras origens, como a palavra enciu (homem na língua ainu) foram propostas. Porém, o som é foneticamente quase idêntico a emushi, então especula-se que a palavra tenha uma origem "Ainoide".

### Batalhas contra o exército Yamato
A passagem no Nihon Shoki referente ao Imperador Yuuryaku, também conhecido como Ohatsuse no Wakatakeru, menciona uma rebelião de tropas Emishi que tinham sido recrutadas para uma expedição à Coreia após a morte do imperador. Suspeita-se que o Imperador Yuuryaku tenha sido o rei Bu, mas a data de sua existência é incerta e a referência coreana pode ter sido anacronística.
Em 658, a expedição naval de Abe no Hirafu, composta por 180 embarcações, chega a Aguta (atual Akita) e Watarishima (Hokkaido). Uma aliança com os Emishi de Aguta, Tsugaru e Watarishima foi formada por Abe, que então derrotou um assentamento dos Mishihase (Su-shen na tradução de Aston do Nihongi), um povo de origem desconhecida. Este é um dos registros confiáveis mais antigos sobre os Emishi. Os Mishihase provavelmente foram outro grupo étnico que competia com os ancestrais dos ainus por Hokkaido. Acredita-se que os Mishihase tenham sido o povo Okhotsk. A expedição foi o máximo que o exército imperial japonês já tinha percorrido na direção norte até o século XVI.
A fortaleza de Ideha foi construída em 709, próximo de Akita. Foi um movimento ousado, pois o território entre Akita e as províncias do noroeste do Japão não estava sobre o controle do império. Os Emishi de Akita, aliados com os Michinoku, atacaram assentamentos japoneses em resposta. Saeki no Iwayu foi nomeado como Sei Echigo Emishi Shōgun. Ele usou 100 embarcações japonesas e soldados recrutados das províncias do leste e derrotou os Emishi de Echigo.
A fortaleza de Taga foi construída por Ōno no Omi Azumahito em 724, próximo à atual Sendai, e se tornou a maior fortaleza administrativa em Michinoku. Nomeado como Chinju shōgun, ele construiu várias fortalezas pela planície de Sendai e nas montanhas da atual Yamagata. Os Emishi da região mantiveram pressão sobre essas fortalezas, mas os aliados dos japoneses ifu e fushu foram recrutados para lutar contra eles.
Em 758, após um longo período de empate, o exército japonês sob o comando de Fujiwara no Asakari penetrou na região que atualmente é a prefeitura de Miyagi e construiu o castelo Momonofu no rio Kitakami. A fortaleza foi construída apesar dos ataques constantes dos Emishi de Isawa (atual sul de Iwate).

### Guerra dos Trinta e Oito Anos

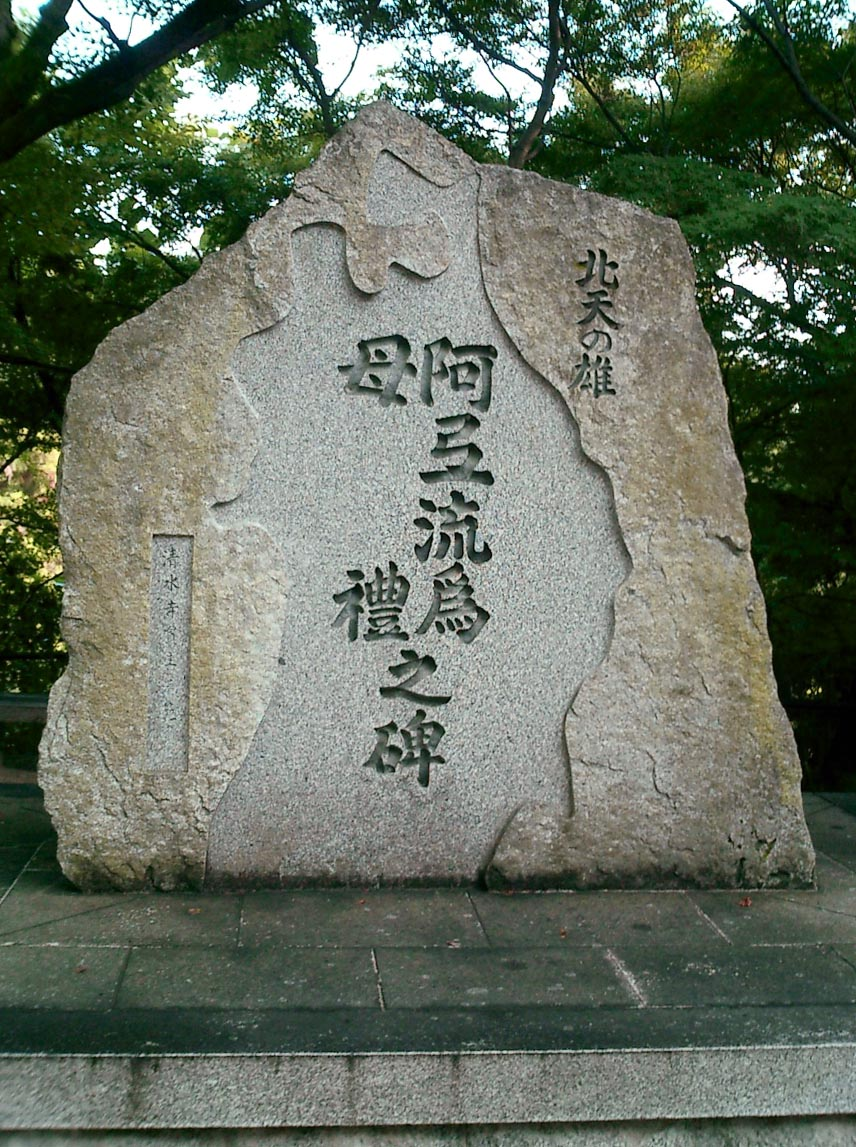
Monumento dedicado a Aterui

O ano de 774 AD  marcou o início da Guerra dos Trinta e Oito Anos "( 三十八年戦争), com a deserção de Korehari no kimi Azamaro, um oficial Emishi de alta patente no exército imperial japonês, baseado no castelo de Taga. Os Emishi contra-atacaram em uma ampla frente, começando pelo Castelo Momonofu, onde a guarnição ali estabelecida foi aniquilada. Em seguida, destruíram diversas fortalezas ao longo de uma linha defensiva, estabelecida cuidadosamente na geração passada pelos japoneses. Nem mesmo o Castelo de Taga foi poupado. Grandes forças japonesas foram recrutadas, contando milhares, as maiores com dez a vinte mil soldados que lutaram contra as forças Emishi, que contavam por volta de três mil guerreiros. Em 776, um grande exército de vinte mil homens foi enviado para atacar os Emishi de Shiwa, mas falhou em destruir o inimigo, que contra-atacou com sucesso nas montanhas Ōu. Em 780, os Emishi atacaram a planície de Sendai, incinerando vilarejos japoneses. Os japoneses quase entraram em pânico enquanto tentavam recrutar soldados de Kanto.
Em 789, na Batalha do Rio Koromo (também conhecida como Batalha de Sufuse), o exercito japonês sob o comando de Ki no Kosami, nomeado Seito shōgun foi derrotado pelos Emishi de Isawa, comandados pelo general Aterui. Um exército de quatro mil homens foi atacado enquanto tentava cruzar o rio Kitakami por mil Emishi. O exército imperial sofreu sua derrota mais impressionante, perdendo mil homens, muitos afogados.
Em 794, muitos importantes Emishi de Shiwa, incluindo Isawa no Kimi Anushiko, se aliaram aos japoneses. Foi um movimento atordoante para os Emishi que ainda lutavam contra os japoneses. Os Emishi de Shiwa eram uma tribo muito poderosa que atacavam grupos Emishi menores com sucesso enquanto aumentavam de patente. Isto acabou por isolar a Confederação de Isawa, um grupo poderoso de Emishi independentes. Sakanoue no Tamuramaro atacou os Emishi de Isawa, utilizando intensamente de soldados treinados em arquearia a cavalo. O resultado foi uma campanha que levou à rendição de Aterui em 802. A guerra estava praticamente acabada e muitos grupos de Emishi se entregaram ao império. Porém, pequenas batalhas ainda ocorriam e não foram derrotados até 811, ano em que a Guerra dos Trinta Anos havia acabado. Os Emishi ao norte do rio Kitakami ainda eram independentes, mas deixaram de representar uma grande ameaça após a derrota dos Emishi de Isawa.

### Clãs Abe, Kiyohara e Fujiwara do Norte
Após a conquista, alguns líderes dos Emishi se tornaram parte da estrutura regional do governo em Tohoku, culminando com o regime dos Fujiwara do Norte. Este regime e outros, como Abe e Kiyohara, foram criados por gōzoku locais e se tornaram estados regionais semi-independentes baseados nos povos Emishi e nos japoneses. Porém, mesmo antes de tais regimes surgirem, o povo Emishi gradualmente vinha perdendo sua cultura distinta enquanto se tornavam minorias.
Especula-se que os Fujiwara do Norte tenham sido Emishi, mas há dúvidas quanto à sua linhagem. Tanto o clã Abe quanto o clã Kiyohara quase com certeza descendiam de japoneses, ambos representantes de gōzoku, famílias poderosas que haviam se mudado para as províncias de Mutsu e Dewa e desenvolveram laços com os Emishi fushu.
Pouco após a Segunda Guerra Mundial, cadáveres mumificados dos Fujiwara do Norte em Hiraizumi (capital dos Fujiwara do Norte), que se pensava serem relacionadas aos ainus, foram estudadas. Pesquisadores concluíram que os governantes de Hiraizumi eram como outros japoneses da mesma época e certamente não eram relacionados com os Ainu. Isso foi visto como evidência de que os Emishi eram povos japônicos que viviam no nordeste fora do controle de Yamato.

## Relações com os Jōmon e com os Ainus
Estudos de esqueletos Jōmon datados de há milhares de anos mostram conexões diretas com os ainus. Tal conexão mostra que os povos Jōmon eram diferentes dos japoneses modernos e de outros asiáticos. A aparência dos ainus, que eram similares aos caucasianos, causou uma agitação entre antropólogos do século XIX e até hoje é motivo de debates. Antropólogos descobriram que a estrutura esquelética dos povos Jōmon mudou com o tempo, do sudeste para o nordeste, de acordo com a migração dos povos japônicos historicamente.
Estudos de esqueletos de grandes habitações em Tohoku – correspondentes a lugares em que montes funerários (kofun) foram construídos – sugerem que os traços físicos dos Emishi eram intermediários entre os ainus e os japoneses. Logo, é possível que os Emishi descendam de uma população ainoide e de outra correspondente ao "povo kofun", que não eram um grupo étnico ou genético distinto, mas uma mistura de povos Jōmon e Yayoi. Isto está de acordo com a teoria que defende que gradualmente houve miscigenação entre os povos Jōmon e Yayoi, do sudeste para o nordeste.
Ambas as populações passaram a ser diferenciadas por antropólogos modernos. Historicamente, eram vistas como um só grupo, principalmente aqueles que descendiam dos Jōmon, chamados de Emishi ou Ebisu, que também tinham em suas populações indivíduos miscigenados, provavelmente descendentes de antigos colonos japoneses. Além disso, os japoneses antigos viam os Emishi como forasteiros bárbaros cujas terras precisavam ser conquistadas e absorvidas no estado japonês.
Apesar de não se saber o quanto a população Emishi mudou conforme colonos japoneses passaram a viver em seus territórios mesmo antes de sua conquista, a existência de kofun em Tohoku é vista como uma evidência de miscigenação. Os japoneses estabeleceram relações comerciais com os Emishi, que trocavam seus cavalos por armas e ferramentas de metal. Alguns japoneses, chamados de "prisioneiros japoneses" no Nihon Shoki, se aliaram com os Emishi em suas guerras contra a corte de Yamato.
Os que migraram para a extremidade norte de Honshu e para Hokkaido conservaram sua identidade cultural e seus descendentes eventualmente desenvolveram a cultura Satsumon de Hokkaido.

## Emissários para a Corte Tang
A evidência de que os Emishi são relacionados com os ainus também vem de documentos históricos. Boas fontes vêm de documentos das dinastias Tang e Song, que descrevem negócios com o Japão, e do Shoku Nihongi. Há um registro da visita de um ministro de relações exteriores do Japão no ano 659 e sua conversa com o imperador Tang.
O encontro é descrito da seguinte maneira: Dois Emishi, um homem e uma mulher, acompanharam o ministro Sabaibe no Muraji em sua visita à China da dinastia Tang. O imperador ficou encantado com o casal de Emishi por conta de sua aparência "estranha". O imperador provavelmente era Tang Taizong, que estava acostumado a ver vários grupos étnicos, de uigures e turcos a comerciantes do Oriente Médio. O emissário japonês descreve a relação do Japão com os vários grupos de Emishi: aqueles que se aliaram à corte de Yamato eram conhecidos como niki-emishi (和蝦夷, "Emishi gentis"), aqueles que continuaram a ser inimigos eram conhecidos como ara-emishi (荒蝦夷, "Emishi selvagens"), e os distantes Emishi de Tsugaru (津軽蝦夷). Todos os documentos das dinastias Song e Tang referem-se a eles como tendo um estado independente ao norte do Japão e os chamam de 毛人 (máo rén em mandarim, literalmente "povo peludo"). Os Emishi são descritos no Shoku Nihongi como tendo longas barbas e são chamados de kebito ou mōjin.